# Индийские имена
Инди́йские имена́ основываются на разнообразных системах именования, которые различаются от региона к региону. Они зависят и от религиозной, и от кастовой принадлежности. Население Индии говорит на разных языках и представляет почти все основные мировые религии. Такое разнообразие часто приводит к путанице при различении одной системы от другой. Так, например, концепция полного имени из нескольких составляющих в южной Индии не существовала до введения современного права, когда было начато использование второго имени, чтобы сократить количество неоднозначностей. Второе имя на юге Индии, однако, далеко не всегда представляет собой фамилию, а может быть отчеством или даже личным именем супруга.

## Этимология

### Имена
В большинстве случаев по индийскому имени можно определить к какому социальному классу, касте или религии принадлежит человек.
Среди индуистов в качестве имени или его первой части часто используются имена богов (Кришна, Шива, Индра для мужчин, Лакшми и Сита для женщин, но бывают и примеры обратного, например, Ситарам — мужское имя, а Кришнавени — женское). Считается, что ребёнок будет находиться под покровительством божества, именем которого назван. По имени можно судить к какому течению индуизма (шиваизм, кришнаизм и т. д.) принадлежит его носитель. Выходцы из низших слоёв населения предпочитают называть детей в честь местных божеств (Муруган, Айяпан).
Другие имена по значению часто представляют собой названия священных предметов или действий. В качестве второго компонента имени используются существительные со значением дарения, благодарности, превознесения, например, -прасад — «дар», -чаран — «стопа», -дас — «слуга». Второй компонент имени может служить идентификатором определённого религиозного течения. Так шиваиты сампрадаи «дашанами» используют суффиксы -гири, -пури, -натх; буддисты алмазного пути — -па, а сиддхи махаяны — -ваджра, -ратна.
В оригинале составные индийские имена пишутся слитно, образуя единое целое, но при записи латиницей могут быть разделены на части для удобства восприятия.
Например, личное имя физика Чандрасекхара Венката Рамана, в оригинале пишется слитно — Венкатараман (там. வெங்கடராமன்).
Среди индийцев-христиан встречаются европейские имена. При этом католики предпочитают имена святых (Мэри, Энтони, Питер, Джон, Ксавьер), а протестанты используют любые англоязычные имена. В общинах сиро-малабарских христиан приняты как библейские имена (Томас, Джозеф, Абрахам, Джордж), так и ассимилированные английские (Мэтью → Матхаи).
В древней Индии существовало поверье, что произнесение имени укорачивает жизнь его владельца. Отсюда произошла традиция, по которой жёны не обращались к своим мужьям по имени. Если в семье были дети, названные в честь живых родственников, их звали уменьшительными именами или прозвищами, например, Чхоте — младший, Гудди — кукла, Пинки — мизинец, Мунна — малыш.

### Фамилии
Распространённые источники происхождения индийских фамилий:
- Название готры (Каушик, Танвар).
- Идентификатор касты (Шарма, Гупта).
- Род деятельности (Патель — деревенский глава, Агнихотри — проводящий огненные ритуалы, Кападия — работник фабрики, Чакраворти — инвалид-колясочник[источник не указан 414 дней], буквально — едущий на колёсах).
- Почётное звание (Ачария — духовный наставник, Пандит — учитель, Чатурведи — знающий четыре веды).
- Название населённого пункта (Джапуркар, Агарвал).
- Отчество или часть личного имени (Кумар, Мурти, Прасад)

До прихода в Индию европейцев понятия «фамилии» здесь не существовало. Жители штатов Тамилнад и Керала и по сей день не имеют фамилии и используют в качестве второй части имени отчества. Последний элемент полного имени, воспринимаемый англичанами как фамилия и впоследствии ставший ею, являлся индикатором касты. Большая часть индийских фамилий, включающая самые распространенные, произошла именно от названий каст и подкаст (готр). До сих пор по фамилии можно судить к какой касте относится человек, например, Чатурведи, Триведи, Дриведи, Шукла, Шарма, Варма являются представителями брахманов, а Сингх, Арора, Чопра — кшатриев. Помимо этого по фамилии можно понять откуда родом её носитель или к какому народу относится. Так родиной носителей фамилии Чатурведи является запад Уттар-Прадеш, Шарма — восток того же штата, Упадхья — восток Уттар-Прадеш или запад Бихара, Джа (Джха) — север Бихара (и Непал).
У сикхов, проживающих главным образом в штате Пенджаб, широко используются «коллективные фамилии» Сингх (у мужчин, буквальный перевод — «Лев») и Каур (у женщин, буквальный перевод — «Принцесса» или «Львица»). При этом Сингх остается распространенной фамилией среди индуистов в штатах Раджастан, Уттар-Прадеш и Бихар.
Одной из форм образования фамилии является разложение составного имени на части с преобразованием второй в подобие фамилии (например, Вриндавандас → Вриндаван Дас).

## Система именования в Северной Индии
Полное имя жителя штата Махараштра наиболее близко по формуле к английскому. Вначале идёт личное имя, за ним среднее имя, являющееся именем отца (отчество), а последним — фамилия, часто происходящая от названия деревни. Например, Амит В. Дешмукх и Ритеш В. Дешмукх используют в качестве среднего имени — имя их отца Виласрао Дешмукха. Женщины, вступая в брак, меняют не только фамилию, но и имя отца на имя мужа. В некоторых общинах после свадьбы женщины также меняют личное имя.
Полные имена жителей Раджастхана, Пенджаба, Харьяны, Уттар-Прадеш, Бихара и Мадхья-Прадеш, в том числе сикхов, не содержат имён отца или матери. В случае сокращения при записи, инициалами становятся все части имени, предшествующие фамилии или названию родного населённого пункта, ставившемуся в конце именной формулы.
В Уттаракханде вторым компонентом имени идёт идентификатор касты: Чандра и Датта для брахманов, Сингх для кшатриев, Лал для вайшьев и Рам или отсутствие идентификатора для остальных.
Среди бенгальцев существует практика брать двойную фамилию, включающую фамилии отца и матери в любом порядке. Например, Конкона Сен Шарма взяла фамилию Сен у матери Апарны Сен и фамилию Шарма у отца Мукула Шармы.

### Манипурские имена
Штат Манипур, территориально находящийся на севере страны, использует отличную систему имён.
С принятием индуизма манипури сменили порядок именования на «Фамилия ЛичноеИмя ИдентификаторПола». Фамилии происходят от названия клана (Salai), из которого произошли их носители. При записи латиницей фамилию часто сокращают до первой буквы. Идентификаторами пола служат слова Сингх — для мужчин и Деви — для женщин, однако в клане Бамон (Bamon) мужским идентификатором является Шарма, а в клане Рой используют универсальный для обоих полов суффикс Рой. У манипури, проживающих за пределами родного штата, идентификаторы пола Шарма, Сингх или Сингха часто заменяют фамилию. Потомки королевской семьи для обозначения своего особого социального статуса используют Раджкумар/Раджкумари (РК) или Махараджкумар/Махараджкумари (МК) в качестве фамилии или префикса к имени.
В настоящее время в связи с подражанием западной культуре в некоторых случаях возможно изменение порядка именования на «ЛичноеИмя Фамилия». В противоположном случае, при возвращении к исходной традиции именования, происходит отказ от идентификаторов пола Сингх и Деви и использование суффиксов Ча и Чану, ставившихся после фамилии.

## Система именования в Южной Индии
Для народов Южной Индии характерна именная формула «Фамилия Отчество ЛичноеИмя Каста», в которой вместо фамилии может использоваться родовое имя или название родного населённого пункта (как самого человека, так и его предков). Такой порядок следования частей имени сохраняется во всех южно-индийских штатах, однако у отдельных общин или народностей некоторые компоненты имени могут опускаться.

### Малаяльские имена
В штате Керала принципы именования различны в зависимости от региона.
В Британском Малабаре (ныне округа Кожикоде, Палгхат, Каннур и Малаппурам) основным форматом именования является: «Фамилия ЛичноеИмя Каста». Например, имя Кайтапрам Вишванатан Намбудири можно интерпретировать как Вишванатан, принадлежащий к касте Намбудири, из семьи Кайтапрам.
На протяжении веков система именования в Кочине и Траванкоре имела формат: «Фамилия Отчество ЛичноеИмя» или «РодовоеИмя Отчество ЛичноеИмя». Например, Каттассери Джозеф Йесудас: Каттассери — родовое имя, Джозеф — имя отца, Йесудас — личное имя. К настоящему времени эта практика была также принята жителями Британского Малабара. Также в некоторых частях Траванкора наблюдается традиция, по которой жены или дети используют имя мужа или отца в качестве фамилии.
На западе штата среди определенной группы семей сыновья включают в состав полного имени патроним (отчество), а дочери — матроним (имя матери,матчество). В некоторых районах вместо отчества сыновья могут использовать имя дяди по материнской линии.

### Тамильские имена
У тамилов как правило нет фамилии. Наиболее распространенный формат тамильского имени — «Отчество ЛичноеИмя», например Вишванатан Ананд, но встречаются и многочисленные другие варианты, в том числе и «ЛичноеИмя Отчество». Замужние женщины заменяют своё отчество на личное имя мужа. В повседневной жизни все части имени кроме личного имени сокращаются до первого слога в тамильском письме или до первой буквы в алфавитном письме. Иногда также сокращается и часть личного имени. Например, Селлапан Раманатан широко известен как С. Р. Натан (англ. S. R. Nathan).
Распространенные форматы тамильского имени:
- «Отчество ЛичноеИмя» — наиболее распространенный вариант.
- «ЛичноеИмя Отчество» или «ЛичноеИмя ИмяМужа» — в основном встречается у женщин.
- «ЛичноеИмя S/O Отчество» или «ЛичноеИмя D/O Отчество» — используется главным образом в Сингапуре в официальных документах и удостоверениях. S/O означает «сын» (англ. son of), D/O — «дочь» (англ. daughter of).
- «ЛичноеИмя A/L Отчество» или «ЛичноеИмя A/P Отчество» — в официальных документах в Малайзии. A/L означает «сын» (малайск. anak lelaki), A/P — «дочь» (малайск. anak perempuan).
- «Отчество ЛичноеИмя Фамилия»
- «Отчество ЛичноеИмя НаселенныйПункт» — в населенном пункте мог родиться либо сам человек, либо кто-то из его предков
- «НаселенныйПункт Отчество ЛичноеИмя»
- «НаселенныйПункт ЛичноеИмя Каста» или «Отчество ЛичноеИмя Каста» — варианты, распространенные в XIX веке.
- «НаселенныйПункт ИмяДеда Отчество ЛичноеИмя»
- «ПолнаяРодословная ЛичноеИмя». Типичный пример — Erode Venkata Krishnasamy Sampath Elangovan: Erode (Эрод) — родной город; Venkata Krishnasamy Sampath — имена прадеда, деда и отца; Elangovan — личное имя).

### Телужские имена
Телугу не используют отчество и идентификатор касты, но ставят фамилию перед личным именем. Тем не менее, эта практика медленно меняется, чтобы поддерживать согласованность с людьми из других культур, в частности, в различных рабочих средах. Исключение названия касты из полного имени также является современной тенденцией, которой следуют не все. Некоторые телугу используют вместо фамилии название родной деревни. Например, Аллури Ситарама Раджу, здесь Аллури — фамилия, произошедшая от названия места рождения или клана, Ситарама — личное имя, а Раджу — каста.
Наиболее распространенные идентификаторы касты, входящие в состав личного имени: Редди, Раджу, Найду, Шарма, Шастри. В личное имя могут входить мужские суффиксы, такие как Рао, Мурти (в записи на латинице их часто отделяют от имени, в то время как на телугу они пишутся слитно), -ду, -лу, -айя, и женские суффиксы, как -амма , -деви и т. д. Некоторые из суффиксов стали фамилиями вне штата Андхра-Прадеш, например, Рао, Редди, Мурти и т. д.
Телужские фамилии чаще всего происходят от названия профессии, касты или населенного пункта, откуда родом сам человек или его предки.
Фамилия или название деревни, идущие перед личным именем, могут быть сокращены до инициала. Сокращению может также подвергнуться первая часть имени. Например, Кришнамурти из деревни Джаммаламадака известен как Дж.К. Мурти.